# Triopa (figlio di Poseidone)
Triopa (in greco antico: Τριόπας?, Triópas) è un personaggio della mitologia greca ed è ricordato per aver distrutto un tempio di Demetra.

## Genealogia
Figlio di Poseidone e Canace, è fratello di Aloeo, Epopeo, Hopleus e Nireo, fu sposo di Iscilla (figlia di Mirmidone) che lo rese padre di Ifimedia, Forbante ed Erisittone.
Triopa è a volte confuso con un suo omonimo, figlio di Elio e fondatore della città di Cnido in Caria. Diodoro Siculo scrive che in Caria c'erano delle persone che sostenevano che questo secondo Triopa fosse il figlio di Poseidone e di Canace, e che altri confermavano la sua corretta discendenza. Probabilmente l'equivoco era dovuto al fatto che entrambi avevano un congiunto omonimo (Forbante).

## Mitologia
Negli Astronomica Igino scrive che Triopa distrusse un tempio di Demetra per ottenere i materiali necessari alla copertura della propria casa e che per questo gesto fu punito dalla dea che gli inflisse una fame insaziabile e lo fece aggredire da un serpente che gli inflisse varie malattie, fino a quando fu posto nella costellazione dell'Ofiuco come monito al suo crimine.
Un altro personaggio che Igino posiziona nella stessa costellazione è Asclepio.